# Isuzu i-Series
Isuzu i-Series – średniej wielkości samochód osobowy typu pick-up produkowany w latach 2006-2008 przez należącą do koncernu General Motors firmę Isuzu. Dzieli płytę podłogową z kilkoma innymi pickupami koncernu - między innymi z Chevroletem Colorado. Dostępny był w wersji 2- i 4-drzwiowej. Następca modelu Hombre. Do napędu używano benzynowych silników R4 2.8 i 2.9 oraz R5 3.5 i 3.7. Moc przenoszona była na oś tylną (opcjonalnie AWD) poprzez 4-biegową automatyczną bądź 5-biegową manualną skrzynię biegów.

## Oznaczenia
- i-280 - silnik R4 2,8 l Atlas LK5
- i-350 - R5 3,5 l Atlas L52
- i-290 - R4 2,9 l Atlas LLV
- i-370 - R5 3,7 l Atlas L5R